# Resolució 1592 del Consell de Seguretat de les Nacions Unides
La Resolució 1592 del Consell de Seguretat de les Nacions Unides fou adoptada per unanimitat el 30 de març de 2005. Després de recordar totes les resolucions anteriors sobre la situació a la República Democràtica del Congo, inclosa la Resolució 1565 (2004), el Consell va ampliar el mandat de la Missió de les Nacions Unides a la República Democràtica del Congo (MONUC) fins l'1 d'octubre de 2005.

## Resolució

### Observacions
El preàmbul de la resolució reflectia la preocupació del Consell sobre les hostilitats en curs a l'est de la República Democràtica del Congo i les violacions generalitzades dels drets humans i el dret internacional humanitari. Va reafirmar que totes les parts implicades en el conflicte eren responsables de la seguretat dels civils de la regió. Es va instar el govern de transició a portar els responsables davant la justícia.
El Consell va assenyalar que la presència de les antigues tropes de Ruanda i Interahamwe en territori congolès va ser una amenaça per a la població local i per a les relacions entre la República Democràtica del Congo i Ruanda. Va recordar la seva condemna d'un atac de la milícia a les forces de la MONUC al febrer de 2005 i va acollir amb satisfacció els passos per fer arribar els responsables davant la justícia. A més, la resolució va condemnar l'explotació il·legal dels recursos naturals del país, que alimentava el conflicte.

### Actes
Actuant sota el Capítol VII de la Carta de les Nacions Unides, el Consell va ampliar el mandat de la MONUC amb la intenció de renovar-lo per altres períodes. Es va instar a totes les parts a que cooperessin amb la MONUC en permetre'l accedir sense restriccions i garantir la seguretat del seu personal. Es va demanar al govern de transició que protegís els civils i el personal humanitari ampliant la seva autoritat a tot el país, particularment a Kivu Nord i Kivu del Sud i la província d'Ituri. A més, va haver de reformar el sector de la seguretat i avançar cap a les celebració d'eleccions.
Mentrestant, la resolució exigia que els governs de Ruanda, Uganda i la República Democràtica del Congo frenessin l'ús dels seus respectius territoris en suport de les violacions de l'embargament d'armes imposat per la Resolució 1493 (2003) i als estats veïns que obstaculitzessin el suport a l'explotació il·legal dels recursos naturals congolesos. Va subratllar que la MONUC podria utilitzar les mesures necessàries, incloses les potències de "cordó i recerca" contra grups armats que es consideressin amenaçadors per a la població.
El Consell de Seguretat va expressar la seva preocupació pels actes de l'explotació sexual i abusos realitzats pel personal de les Nacions Unides contra la població local i va fer una crida urgent al Secretari General Kofi Annan i als països que aporten contingents sobre la qüestió.